# Val Semeiks
Valdis „Val“ Semeiks (* 5. Februar 1955) ist ein US-amerikanischer Comiczeichner.

## Leben und Arbeit
Semeiks, der als Sohn lettischer Einwanderer in den Vereinigten Staaten geboren wurde, begann nach dem Highschool-Abschluss in Chemie und Mathematik, für eine Werbeagentur zu arbeiten. Semeiks begann 1986, als hauptberuflicher Comiczeichner zu arbeiten, als er vom Marvel Verlag damit beauftragt wurde, Zeichnungen für die Serie King Kull, die als Backup-Reihe in der Fantasy-Comicserie The Savage Sword of Conan erschien, beizusteuern. Seine Arbeiten an King Kull erwiesen sich als derart populär, dass Semeiks schließlich zum Zeichner der eigentlichen Conan-Geschichten, der Hauptgeschichten der Conan-Serie befördert wurde. Seither hat Semeiks überwiegend als Bleistiftzeichner für den großen US-amerikanischen Comicverlag DC-Comics gearbeitet. Für DC zeichnete Semeiks in den 1990er Jahren die satirische Comicserie Lobo, die von einem über alle Maße brutalen außerirdischen Kopfgeldjäger handelt, sowie die Reihe The Demon, die von den Erlebnissen des Magiers Jason Blood handelt, der aufgrund eines unheilvollen Fluches an einen bösartigen Dämonen namens Etrigan gebunden ist. In beiden Fällen war der britische Autor Alan Grant – der die von Semeiks zu zeichnenden Geschichten verfasste – Semeiks künstlerischer Partner.
Nach einem vorübergehenden Wechsel zu Marvel Comics, wo er an den Serien X-Men und Wolverine arbeitete, kehrte Semeiks zu DC zurück und wurde dort mit Zeichenaufträgen für die Serien JLA und Legends of the Dark Knight betraut.
Daneben hat Semeiks für das US-amerikanische MAD Magazine gearbeitet sowie als Illustrator für die Reihe Big Book von Paradox Press und für mehrere Romane der Icewind-Dale-Trilogie des Autors R.A. Salvatore.

## Bibliographie

### Arbeiten für DC-Comics
- Adventures of Superman: #557
- Batman (DC) #443 (Cover)
- The Batman Chronicles: #2 (Cover)
- The Big Book of Losers: "The Picturephone"
- The Big Book of Urban Legends: "The Tummy Ache"
- The Big Book of Thugs: "Mock Duck & The Hip Sing Tong"
- Bloodbath: Part Two "Chapter IV"
- DC 1 Million 80-Page Giant: #1,000,000 (Cover)
- DC 1 Million: #1-4
- DC 2000: Parts One & Two
- Demon: # 1-21, 23-29: Cover: #31-33, 39
- Detective Annual: #2
- Dr. Fate: #12
- Flash: #227-230
- Flash/Green Lantern: Faster Friends: Part Two
- JLA: Foreign Bodies
- JLA Incarnations: #1-7
- JLA Showcase 80-Page Giant: #1 "Space Wolf"
- JLA/WildC.A.T.s: "Crime Machine"
- Jonah Hex: #18
- Legends of the Dark Knight: #156-58, 164, 165, 167, 168
- Legends of the DCU: #1-4
- L.E.G.I.O.N. '93: #56
- L.E.G.I.O.N. '007 Elseworlds Annual: #5 "
- Legion of Super-Heroes: #94 (2 Seiten)
- Lobo: komplett: #0-12, 14-18; nur Cover: #26, 30
- Lobo Annual: #2
- Lobo Gallery
- Lobo: Portrait of a Victim: #1
- 9-11 Vol. Two: "Soldiers"
- Secret Files & Origins: DCU Villains: #1 "Vandal Savage"
- Superman Forever: #1 (9 Seiten)
- Superman's Nemesis: Lex Luthor: #1-4
- Villains United: #3
- Who's Who: #7,12,12,16 (Pin-Up)
- Who's Who Update: #2 "The Lurker" Pinup

### Arbeiten für Marvel Comics
- Conan Saga: #14
- Conan The Barbarian: #191-200, 202-220
- Silver Surfer Annual '97
- The Savage Sword of Conan: #122, 126, 128-133, 135 ("King Kull" Backup-Stories)
- The Savage Sword of Conan: #149 (Pinup)
- Wolverine: #99, 101, 103-106
- X-Man: #16
- X-Men: #57 (2 Seiten)
- X-Men Chronicles: # 2
- X-Men-Unlimted: # 8-9

### Verlagsübergreifende Projekte
- Lobo The Duck: #1 (Kooperation zwischen DC und Marvel)
- Lobo/Judge Dredd: Psycho-Bikers vs. The Mutants From Hell (Kooperation zwischen DC und 2000AD)